# Obersee (Rur)
Der Obersee nahe Simmerath in der nordrhein-westfälischen Städteregion Aachen ist das Hauptvorbecken der an der Rur in der Eifel gelegenen Rurtalsperre. Sein Absperrbauwerk ist der Paulushofdamm. Die Stauanlage gehört, wie auch jene der Rurtalsperre, dem Wasserverband Eifel-Rur. Der Stausee dient unter anderem der Trinkwasserversorgung.

## Geographische Lage
Die aus Paulushofdamm und Obersee bestehende Stauanlage Obersee liegt in der in Rureifel, einem Teil der Nordeifel, südwestlich vom Kermeter, nördlich der Dreiborner Hochfläche und östlich vom Monschauer Heckenland nahe Simmerath (Städteregion Aachen). Sie befindet sich unmittelbar unterhalb der Urfttalsperre, die das Wasser der aus Richtung Osten kommenden Urft zum Urftstausee aufstaut, und direkt oberhalb der Rurtalsperre, die das Wasser der Rur zum Rurstausee zurückhält. Während die Gesamtanlage zum Naturpark Hohes Venn-Eifel gehört, liegt der im Norden befindliche große Ostarm des Obersees im Nationalpark Eifel.

## Paulushofdamm
Der Paulushofdamm (⊙) steht direkt südwestlich des Honigbergs (495,4 m), einer Erhebung des Kermeters, und wenige hundert Meter südsüdöstlich vom Simmerather Gemeindeteil Rurberg. Er befindet sich direkt oberhalb bzw. südlich des Rurstausees, dessen Wasseroberfläche bei Vollstau bis an die Luftseite des Paulushofdamms reicht.
Beim 2. Ausbau der Rurtalsperre von 1955 bis 1959 wurde auch der Paulushofdamm um 14 m erhöht und die Lehmkerndichtung im Innern weiter hochgeführt. Der alte, jetzt innen liegende Stützkörper besteht aus gestampftem Talschotter, der äußere neue Stützkörper aus gerüttelter Felsschüttung. Das Bauwerksvolumen beträgt 320.000 m³. Der, aus der Vogelperspektive betrachtet, leicht sichelförmige Damm ist 280 m lang, an der Krone 14 m und an seinem Fuß 135 m breit, sowie 33 m hoch. Die Dammkrone liegt auf 283 m Höhe. In Richtung des südlichen Hangs hat der Damm ein 20 m breites und 60 m langes Überfallwehr.
1958 nach Fertigstellung der 2. Ausbaustufe wird der bisherige Rursee erstmals neu eingestaut. Rurhöhe bei Einruhr 1958: 281 m. Etwa 7 m höher als 1938 mit 274 m. Durch die Erhöhung reichte der Obersee nun an Einruhr und an das Absperrbauwerk der Urfttalsperre heran.
Etwa 200 m westlich des Damms steht auch direkt an den Rurstausee stoßend als weitere Vorsperre der Rurtalsperre der Eiserbachdamm, der das aus Richtung Westen kommende Eiserbach-Wasser im Vorbecken Eiserbach zurückhält.

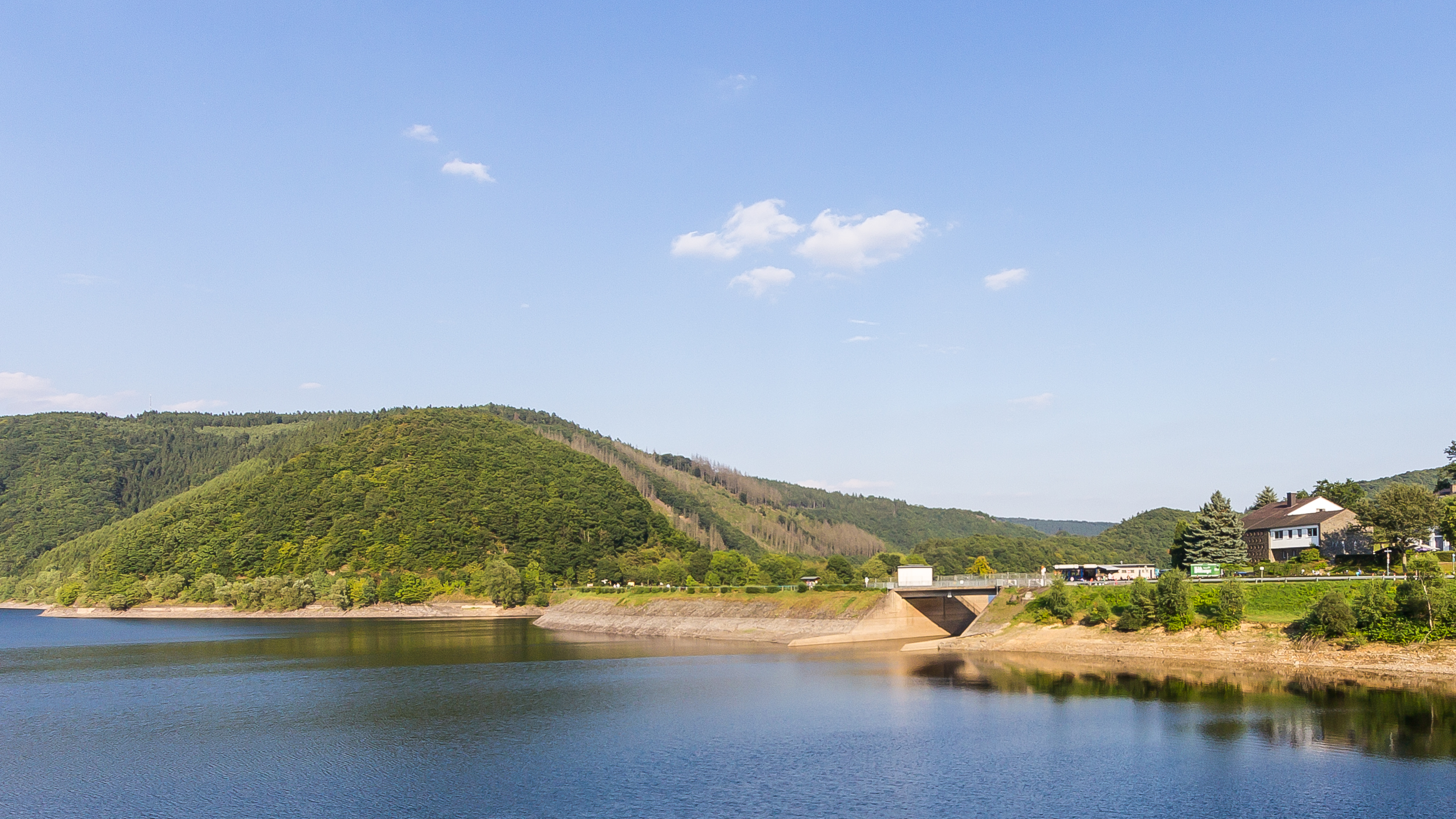
Der Paulushofdamm, im Vordergrund der Rursee
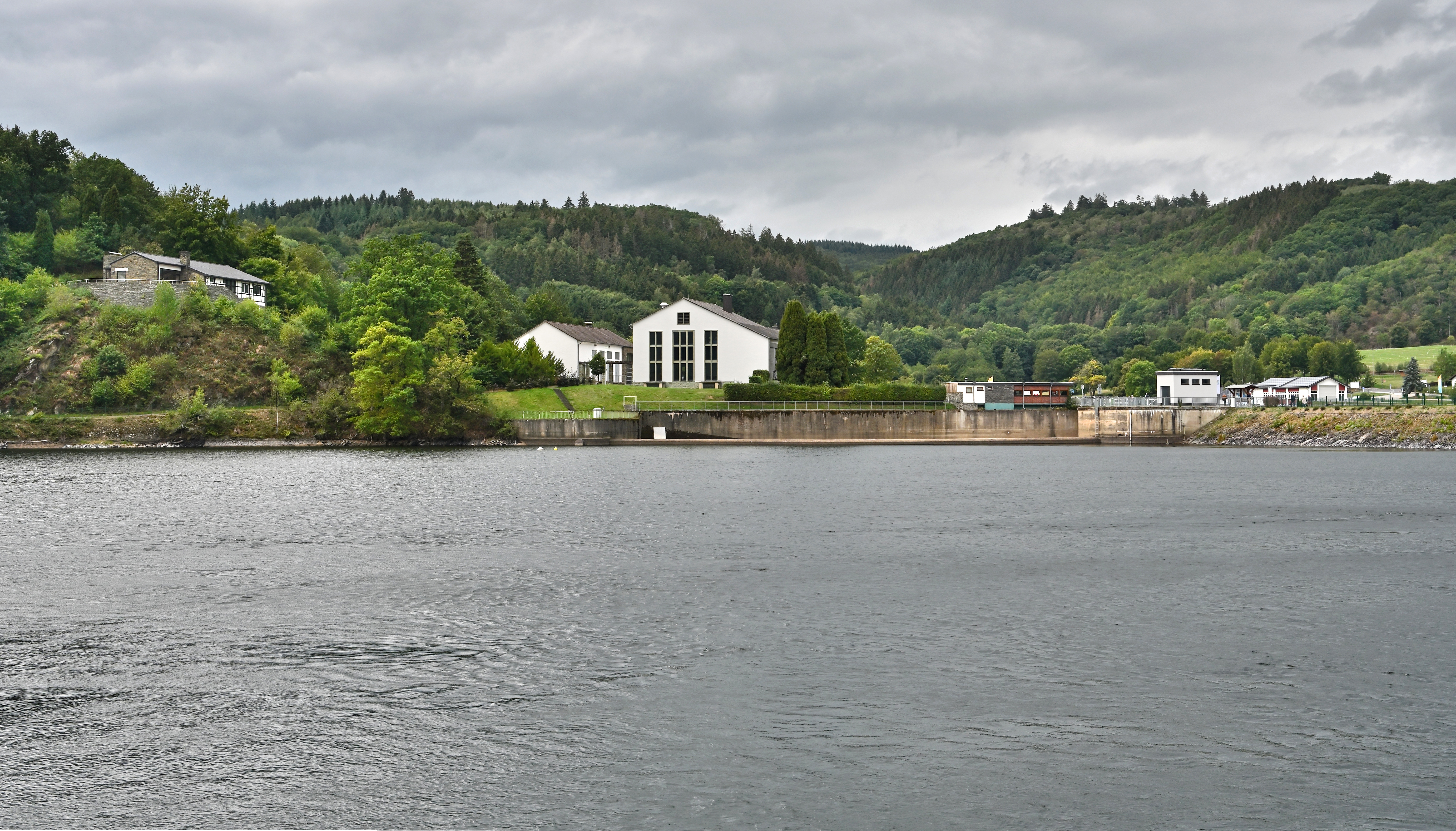
Paulushofdamm: Pumpwerk mit Überfallwehr
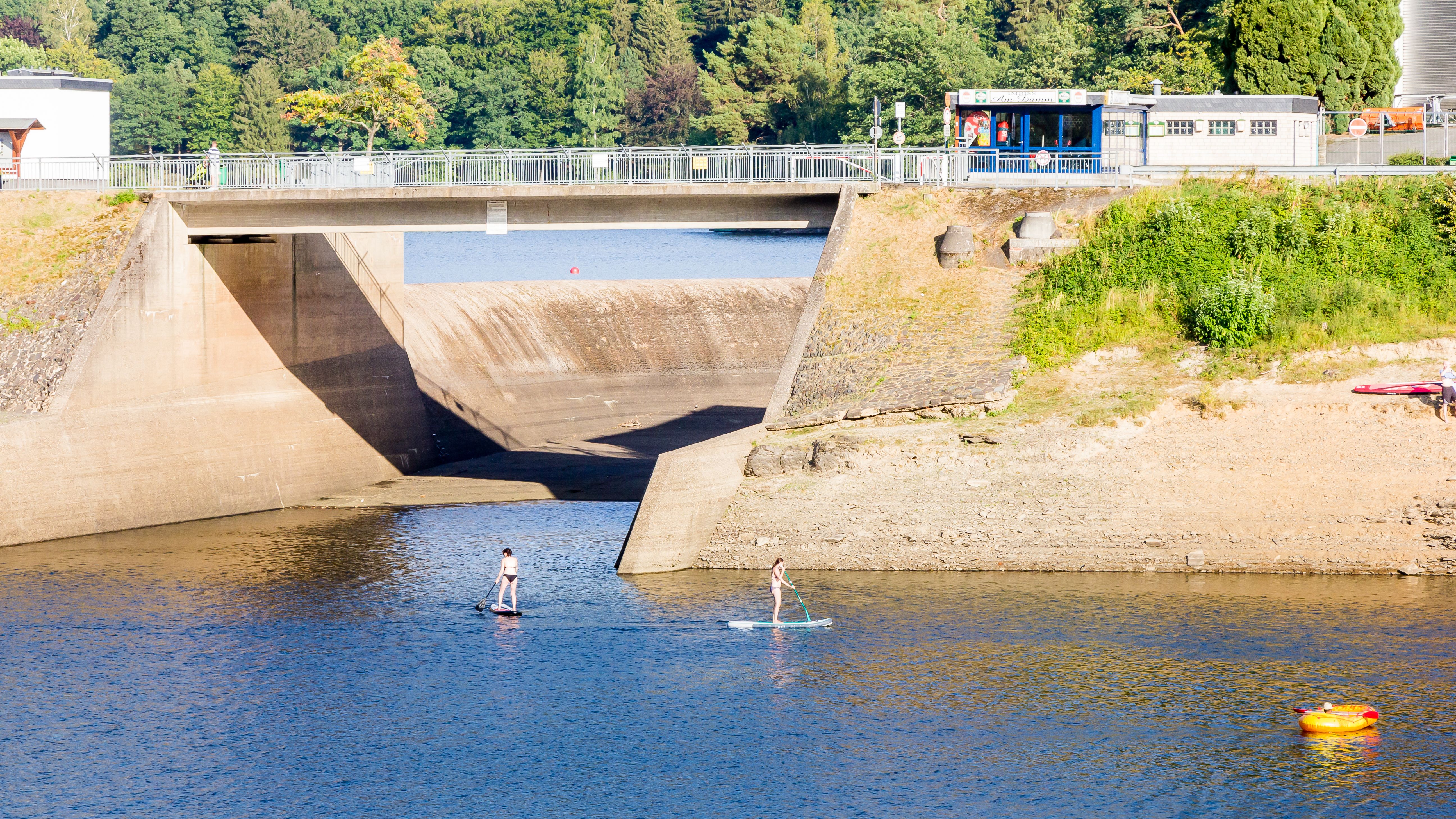
Überfallwehr mit Pumpwerk am Paulushofdamm
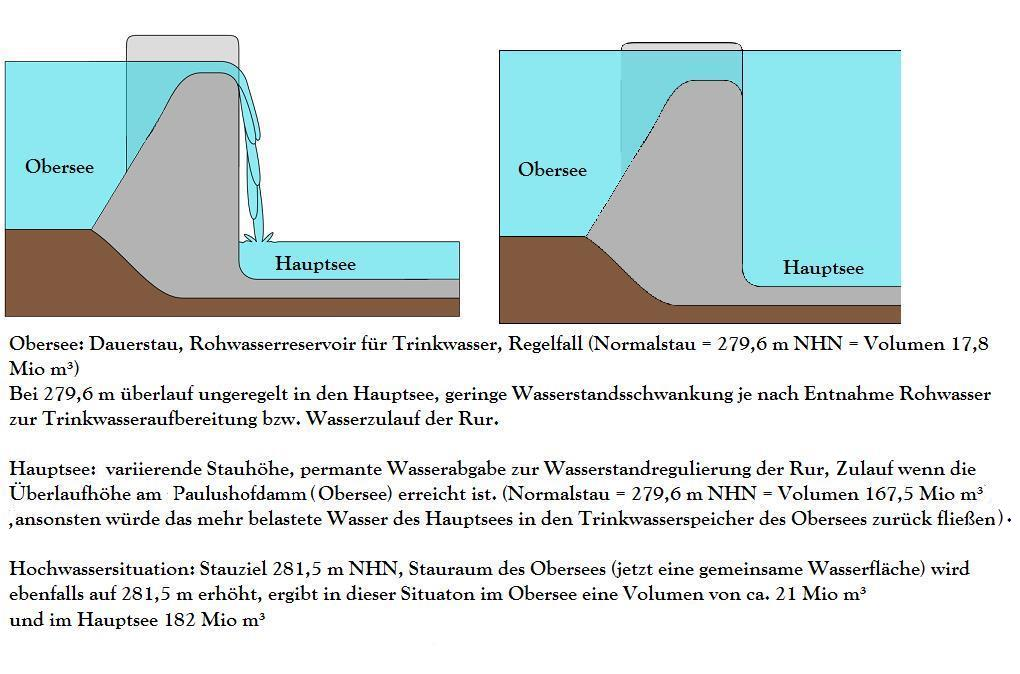
Schematische Darstellung der Funktion des Überfallwehrs im Paulushofdamm

## Stausee
Der Obersee erstreckt sich in der Städteregion Aachen zwischen den Simmerather Gemeindeteilen Einruhr im Süden und Rurberg im Norden. Er staut insbesondere das Wasser der Rur. Bei Hochwasser erhält er zusätzliches Wasser über den Überlauf der Urfttalsperre aus der Urft.
Der Obersee entwässert bei erreichtem Stauziel (Normalstau) von 279,6 m in den tiefer liegenden Hauptsee und ist etwa 4,8 Rurflusskilometer lang, wobei etwa 3,4 km Luftlinie zwischen See-Ende und Staudamm liegen. Sein Volumen beträgt dann 17,9 Mio. m³. Erreicht der Hauptsee ebenfalls 279,6 Meter, dann bildet die Wasserfläche einen durchgehenden Wasserkörper zwischen Haupt- und Obersee. Steigt dieser gemeinsame Wasserkörper bis zum Stauziel des Hauptsees (+ 2 m), dann hat der Obersee seinen Gesamtstauraum von 21 Mio. m³ erreicht. Dem Südende des Obersees direkt vorgelagert befindet sich rund 900 m südwestlich von Einruhr eine Vorsperre mit einem knapp 350 m langen Vorbecken; Obersee und Vorbecken sind zusammen 5,15 km lang. Die Stauwurzel des Gewässers ist 13,4 km vom Paulushofdamm entfernt.
Die Rur bildet auch den natürlichen Stauseeabfluss; allerdings ist ihr unterhalb vom Paulushofdamm gelegener Flusslauf in der Regel durch den Wasserkörper des Hauptsees überstaut. Ab Stauhöhe 279,6 m im Hauptsee vereinigt sich dessen Wasserkörper über das Überfallwehr im Paulushofdamm mit jenem des Obersees.
Künstlicher Abfluss ist der in Richtung Nordwesten zum Kalltalsperre führende, 3,7 km lange Heinrich-Geis-Stollen, der über eine Aufstiegsrohrleitung vom Pumpwerk Rurberg beschickt wird.

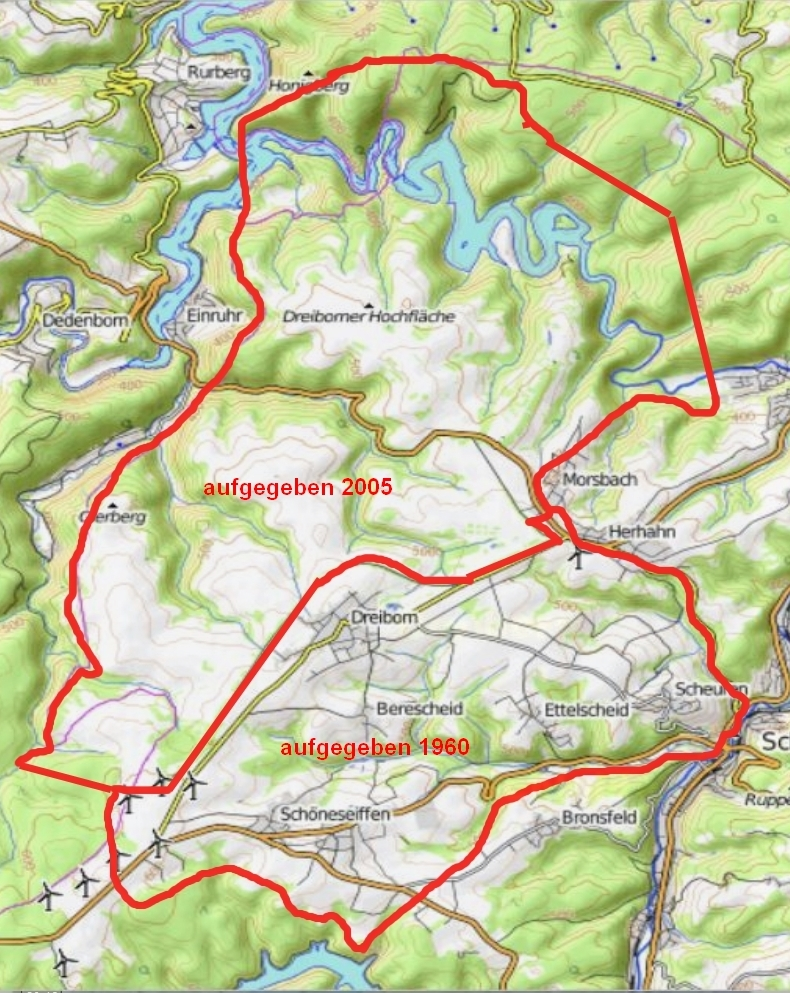
Obersee und Urfttalsperre, eingebunden im ehem. Truppenübungsplatz Vogelsang
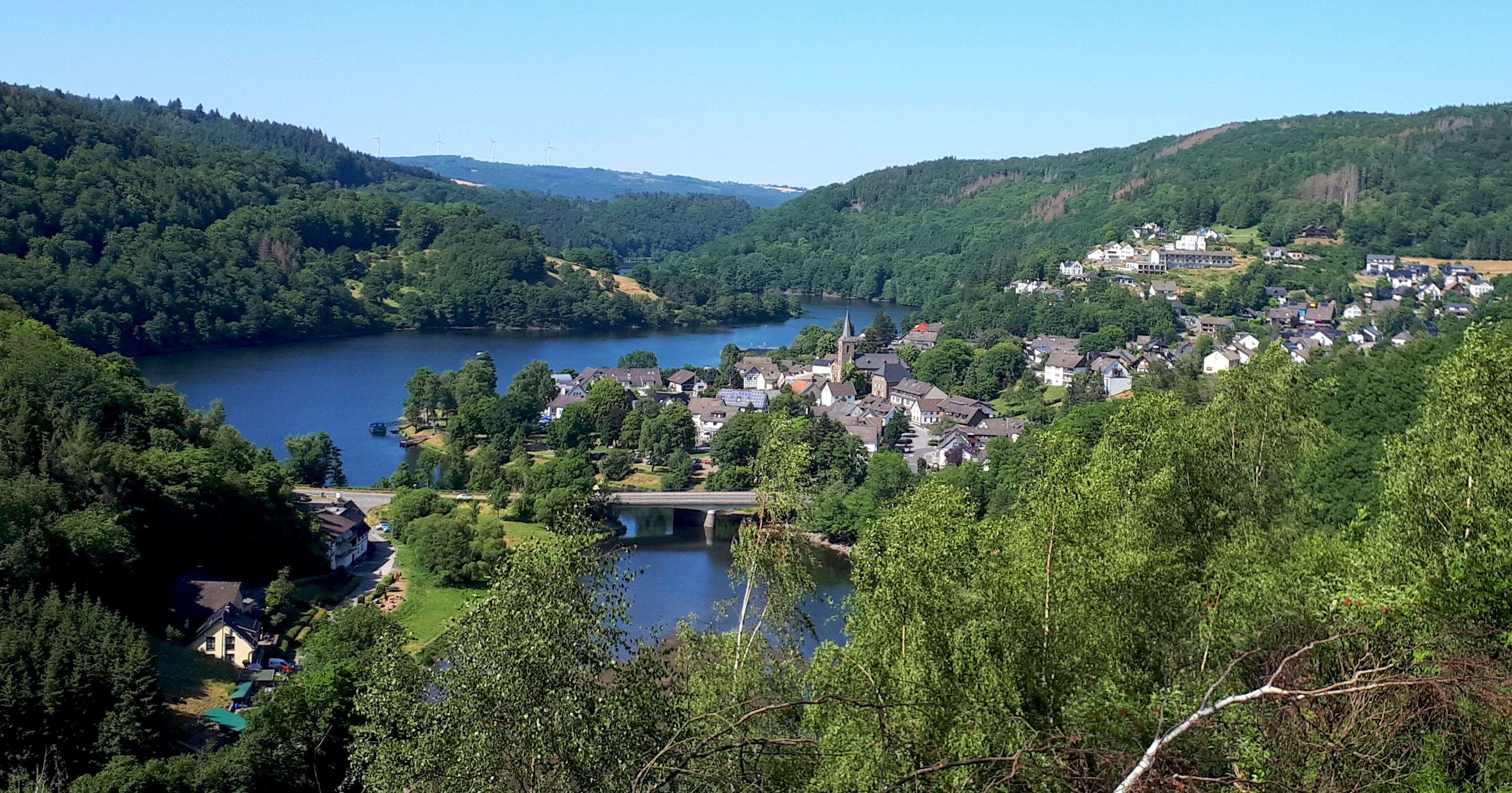
Obersee mit Einruhr
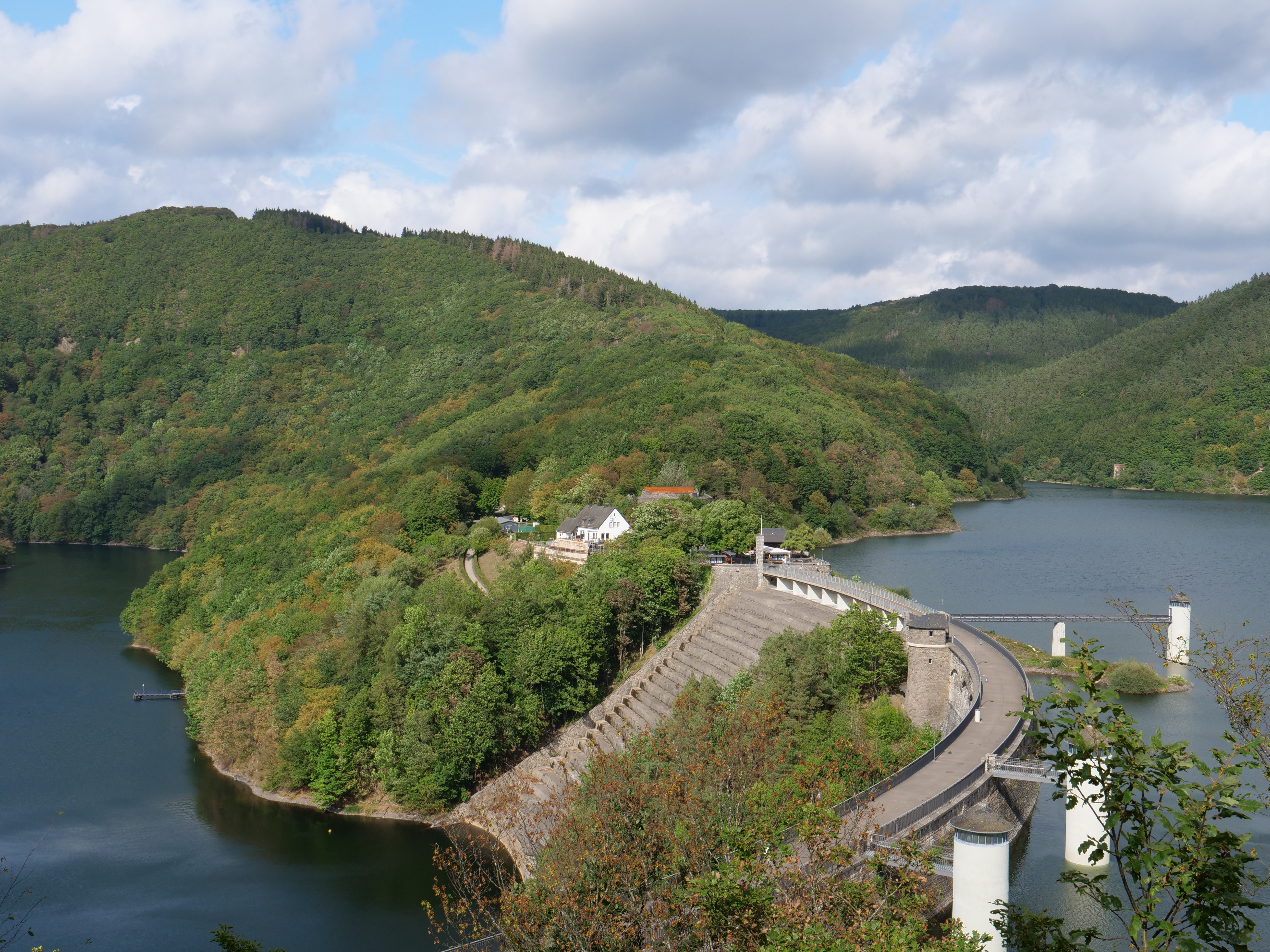
Obersee und Urftstaumauer; links Obersee; rechts die überstaute Staumauerwurzel mit Überlauf der Urfttalsperre

## Nutzung

### Trinkwasserentnahme
Der Obersee dient auch als Trinkwasser-Reservoir. Aus dem Stausee wird sogenanntes Rohwasser zur Trinkwasseraufbereitung entnommen. Das Pumpwerk Rurberg pumpt das entnommene Wasser durch den Heinrich-Geis-Stollen in die Kalltalsperre. Von dort aus besteht eine weitere Stollenverbindung (Kallstollen) zur Dreilägerbachtalsperre, mit einer wiederum unterhalb der Staumauer befindlichen Trinkwasser-Aufbereitungsanlage, von wo aus das Trinkwassernetz für den Kreis Aachen, Vaalser Raum und Teile Kreis Heinsberg gespeist wird.

### Erholung und Wassersport

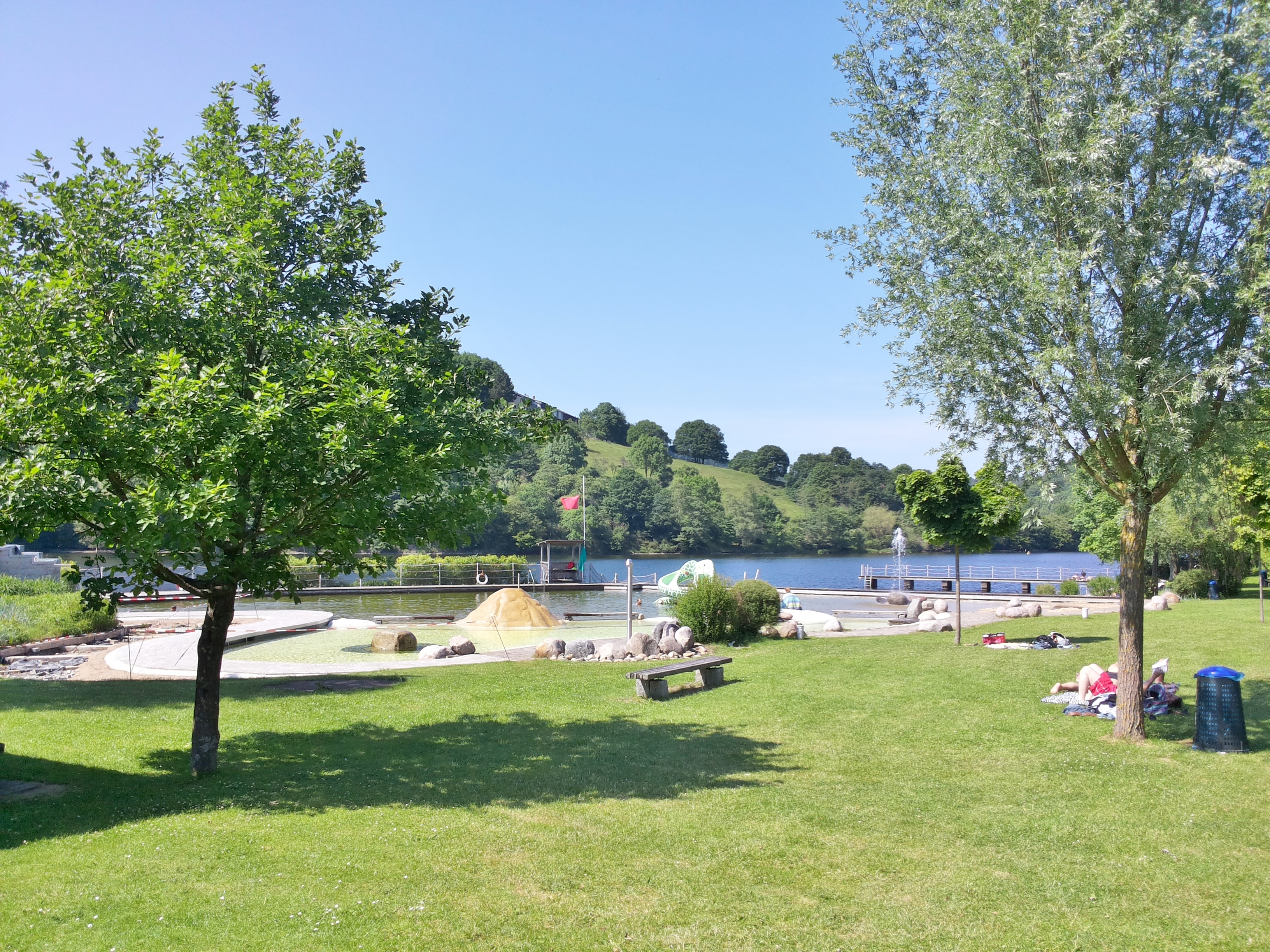
Naturfreibad Einruhr

Rur-, Ober- und Urftstausee bilden zusammen ein beliebtes Naherholungsgebiet. Der Betreiber der Talsperren, der Wasserverband Eifel-Rur, bzw. die Bezirksregierung Köln, hat für die Nutzung der Gewässer Nutzungsbedingungen erlassen. Die Nutzung des Obersees ist für Wassersportler nicht zugelassen (Trinkwassergewinnungsraum).
Auf dem Obersee verkehren ausschließlich Passagierschiffe mit Elektroantrieb, die St.Nikolaus (Lithium-Ionen-Akkus) und der Katamaran Seensucht (Lithium-Ionen-Akku) der Rursee-Schifffahrt. Die Schiffe fahren von Anfang Mai bis Ende Oktober nach Fahrplan von Einruhr über den nahe Rurberg gelegenem Paulushofdamm zur Urftstaumauer. Die früher verkehrende Eifel (Blei-Akkus) wurde verkauft und im Januar 2021 an den Neckar verlegt.
Das Schwimmen ist im Obersee verboten, mit Ausnahme des Naturerlebnisbades Einruhr, eines bei Einruhr in den See integrierten Naturbades.

## Zuflüsse und Abfluss
Zu den Zuflüssen des Obersees gehören mit – wenn bekannt – Länge in Kilometern (km) und ihrem Mündungsgebiet (alphabetisch sortiert):
- Elfesbach (1,9 km); mündet von Osten in den Südarm
- Erkensruhr (12,2 km); mündet von Südsüdosten in den Südarm
- Friedenbach (1,1 km); mündet von Norden in den Ostarm
- Rur (164,5 km); mündet als Hauptzufluss von Süden in den Südarm; ist der einzige natürliche Abfluss (Norden), als künstlicher dient der Heinrich-Geis-Stollen
- Urft (46,3 km); mündet bei Hochwasser über den Überlauf der Urfttalsperre von Osten in den Ostarm
- Walbigbach (2,2 km); mündet von Süden in den Ostarm